# السويس لتصنيع البترول
سوبك «السويس لتصنيع البترول» أو (بالإنجليزية: SOPC - Suez Oil Processing Co)‏ هي إحدى شركات قطاع البترول المصري

## تاريخ الشركة
- في عام 1921 تم تأسيس الشركة وبذلك تعد ثاني أقدم الشركات العاملة في مجال تكرير البترول في مصر
- في عام 1966 تم اغلاق الشركة لمدة 11 سنة بسبب حرب عام 1967
- في عام 1983 تم إعادة افتتاح الشركة وتم تحسين معامل تكرير الشركة

## نشاط الشركة
- تقوم الشركة بتلبية احتياجات السوق المحلية من المنتجات البترولية وتصدير الفائض للخارج من أجل زيادة الدخل القومي
- تقوم الشركة بإنتاج

البروبان

نافتا

غاز البترول المسال

البنزين

الأسفلت

## رؤساء الشركة
- هشام فتحى[1]
- حسين عوض[2]
- خالد بدوى[3]
- محمد عليوة.[4]
- رضا عبد الصمد.[5]
- محمد عرابي.[6]